# Senecio triangularis
Senecio triangularis is een kruiskruid dat van nature voorkomt in de westelijke helft van Noord-Amerika, van New Mexico tot Canada en Alaska. In de Verenigde Staten wordt ze arrowleaf groundsel, Arrow-Leaf Ragwort en Flat Tops genoemd. Het arrowleaf, pijlpunt, en de soortaanduiding triangularis verwijzen naar de driehoekige vorm van de bladeren.
De plant werd verzameld door Thomas Drummond, en beschreven door William Jackson Hooker.

## Beschrijving
De gele bloemhoofdjes zijn 7-10 mm hoog en bloeien van juni tot september. Ze bevatten zowel buisbloemen als straalbloemen en zijn omgeven door acht tot dertien omwindselblaadjes. De bloemhoofdjes staan gegroepeerd op gelijke hoogte aan de top van de plant. Elk bloemhoofdje kent vijf tot acht straalbloemen.
De 4-20 cm lange en 2-10 cm brede bladeren staan langs de 30-150 cm hoge stengel. De bladeren zijn gesteeld en grof getand. De bovenste bladeren zijn kleiner dan de onderste. De basis van de bladeren is vlak, waardoor het blad de vorm van een driehoek heeft. Dit is een van de belangrijkste verschillen met Senecio serra, die in dezelfde streken voorkomt, maar gewoonlijk op minder vochtige plaatsen

## Toepassingen
De plant bevat verschillende alkaloïden, vooral senecionine, en kleinere hoeveelheden integerrimine, platy-phylline, rosmarinine, retrorsine, triangularine en neotriangularine.

## Ecologie
De plant komt voor als onderdeel van het 'Alpine-Montane Wet Meadow system' in de Rocky Mountains. Deze komt voor op subalpiene en lagere berghellingen en vochtige weiden. De plant wordt gegeten door herten, rendieren en schapen.